# Montes de Uppsala
Os Montes de Uppsala ou Upsália (em sueco: Uppsala högar ou Kungshögarna) são três montes funerários em Velha Uppsala, a 5 quilômetros da cidade de Uppsala, na Suécia. Têm cerca de 60 metros de diâmetro e uns 9 metros de altura, sendo atualmente designados de Monte Ocidental (Västhögen), Monte Oriental (Östhögen) e Monte Central (Mitthögen). A sua construção parece ter tido lugar durante a Era de Vendel, por volta do século VI. Fazem parte de um campo funerário com uns 2 000-3 000 túmulos
Não se sabe quem foi sepultado nesses três montes funerários. Numa versão mais antiga, seriam os próprios deuses Odim, Tor e Freir, de acordo com o poema Lista dos Inglingos de Tiodolfo de Hvinir do século IX. Na opinião do professor Birger Nerman, em 1913, partilhada por alguns historiadores e arqueólogos, e rejeitada por outros, estariam lá sepultados os reis lendários suecos Aun, Egil e Adelo. As escavações arqueológicas de dois desses montes evidenciam que se tratava de pessoas importantes, dado terem sido encontrados objetos e vestígios bastante valiosos. No Monte Oriental, datado para 550-600, foram encontrados os restos de um rapaz e de uma mulher adulta, acompanhados dos restos de animais importantes, de uma faca com adorno de ouro, e de um elmo, entre outras coisas. No Monte Ocidental, datado para 575-625, foram achado os restos de um indivíduo, possivelmente um homem, acompanhado de vestígios de animais importantes, fragmentos de ouro, talvez provenientes de um traje ricamente adornado, e três pedras preciosas possivelmente originárias de Constantinopla, entre outras coisas.